# Marie-Claire Robic
Pour les articles homonymes, voir Robic.
Marie-Claire Robic est une géographe française née en 1946, spécialiste d'épistémologie de la géographie. Elle s'est notamment intéressée aux travaux de l'école française de géographie, aux géographes atypiques et à la place des femmes dans la géographie. Elle est directrice de recherche émérite au CNRS, membre du laboratoire Géographie-Cités et dans le groupe d'épistémologie et histoire de la géographie.

## Biographie

### Formation
Normalienne (ENS de Fontenay-aux-Roses de 1965 à 1970), elle obtient l'agrégation de géographie en 1970.

### Carrière
Elle enseigne dans l'enseignement secondaire, puis comme assistante puis maître-assistante à l’Université Paris-XII de 1971 à 1987. Elle devient ensuite chargée de recherche, puis directrice de recherche au CNRS en 1987, et enfin directrice de recherche émérite en février 2011.
De 1991 à 2006, elle est directrice d’EHGO (Épistémologie et histoire de la géographie, une équipe de recherche de l'UMR 8504), et de 1997 à 2006, elle est également directrice-adjointe du laboratoire Géographie-cités (UMR 8504).
Elle assure la co-direction de la revue L’Espace géographique de 2003 à 2016.
Par ailleurs, elle assure la direction du programme bilatéral Procope (Géographie allemande et géographie française (XIXe – XXe siècles), histoire croisée) de 2009 à 2011.

## Travaux
Marie-Claire Robic mène des travaux sur la géographie moderne et contemporaine (XIXe – XXIe siècles) dans une perspective d’épistémologie historique et culturelle qui envisage la science comme une activité cognitive et une pratique sociale. Sa thèse porte sur les conceptions de la géographie humaine en France depuis la fondation de la discipline. En ce sens, ses recherches l'amènent à se montrer critique envers l’historiographie disciplinaire. 
Depuis, à la tête de son équipe de recherche sur l'histoire de la géographie, elle « analyse minutieusement les textes, les notes, les relevés de terrain et applique des méthodes empruntées à l’histoire des idées où à l'analyse littéraire, réfléchit sur les présupposés épistémologiques des stratégies narratives retenues, et replace la pensée géographique dans le mouvement général des sciences et de la société ».
Elle travaille notamment sur l’école française de géographie, les figures de Paul Vidal de La Blache, et de ses disciples tels Jean Brunhes, Albert Demangeon (avec Denis Wolff, auteur d'une thèse sous sa direction, soutenue en 2005, sur ce géographe), puis sur les auteurs aux marges de cette école et leurs modes d’insertion dans des pratiques non-universitaires. Lors de la parution du Tableau de la Géographie de la France de Paul Vidal de la Blache (Robic, 2000), Paul Claval disait d'elle qu'« elle cherche à faire sortir les recherches sur l'histoire de la géographie française du ghetto où elles étaient jusque là restées enfermées [...] Marie-Claire Robic est convaincue que l'on a tout à gagner à mobiliser les méthodes et les perspectives mises au point dans des disciplines dont l'évolution est aujourd'hui étudiée par de vrais professionnels ». 
Plus largement, elle s'intéresse à la géographie humaine et ses modes d’inscription, notamment la représentation graphique et cartographique, et aux enjeux de la géographie française contemporaine (à partir de 1939). Avec Denise Pumain et Philippe Pinchemel, elle analyse la construction de l’objet ville en géographie. Ses recherches l'amènent également à explorer la notion de tropicalisme chez les géographes, menant ainsi « une analyse et un regard originaux dans la mesure où, n’étant ni africaniste, ni tropicaliste, ni spécialiste du développement, elle aborde la thématique de la tropicalité selon un angle surplombant et diachronique, posant ce questionnement dans une réflexion beaucoup plus générale sur l’évolution de la discipline au cours du xxe siècle ».
Elle étudie également les dynamiques de la géographie depuis le début du XXe siècle dans une optique internationale, avec notamment des travaux importants sur la constitution et la place de l'Union Géographique Internationale.
L'enseignement de la géographie, et la formation des géographes la questionnent également ; elle dit à ce sujet : « il me semble que toute la question est celle de la formation. Je ne sais pas comment on peut, et si l’on peut aborder l’individu comme objet de recherche, sans formation spécifique, pluridisciplinaire. Il y a là un vrai problème : on ne peut faire de bonne recherche que si l’on peut incorporer une culture approfondie, au-delà du seul champ disciplinaire, et avec une bonne maîtrise des outils, y compris les enquêtes. Je ne sais pas comment les directeurs de thèse ou d’équipe qui s’orientent vers certains travaux ont eux-mêmes acquis leur propre compétence, et je ne sais pas comment les doctorants peuvent l’acquérir. »
Elle mène parallèlement des travaux sur la place des femmes dans la discipline, et est l'autrice des fiches bibliographiques de, entre autres, Jacqueline Beaujeu-Garnier, Jacqueline Bonnamour, Denise Pumain, Ellen Semple ou Millicent Todd Bingham dans le Dictionnaire universel des créatrices ou l'International Encyclopedia of Human Geography.

## Polémique
Elle dénonce en 1997 la sous-représentation des femmes géographes au Festival international de géographie de Saint-Dié-des-Vosges et parmi les lauréats du prix Vautrin-Lud. Elle indique à l'époque que ce festival « ne semble connaître les femmes que dans deux rôles : celui de jeune fille avenante propre à rendre plus attractive la « une » (ou plus souvent la page intérieure) de son Journal, et celui de consommatrice qui s’empresse auprès des auteurs, géographes ou écrivains, pour recueillir une précieuse dédicace ».

## Publications

### Direction d'ouvrages
- Nicolas Ginsburger, Marie-Claire Robic et Jean-Louis Tissier, Géographes français en Seconde Guerre Mondiale, Paris, Editions de la Sorbonne, 2021, 446 p. (ISBN 979-10-351-0623-2, OCLC 1256977164, lire en ligne)
- Jean-Louis Tissier, Marie-Claire Robic et Philippe Pinchemel, Deux siècles de géographie française : Une anthologie, Comité des travaux historiques et scientifiques - CTHS, 2011, 600 p. (ISBN 2735507351)
- Marie-Claire Robic, Cyril Gosme, Didier Mendibil et Olivier Orain, Couvrir le monde. Un grand XXe siècle de géographie française, Association française pour la diffusion de la pensée française (ADPF), Min. des Affaires étrangères (diff. La Documentation française), 2006, 229 p. (ISBN 2-914935-65-X, lire en ligne)
- Guy Baudelle, Marie-Vic Ozouf-Marignier et Marie-Claire Robic (dir.), Géographes en pratiques, 1870-1945 : le terrain, le livre, la cité, Rennes, Presses universitaires de Rennes, 2001 (EAN 9782868475800)
- Marie-Claire Robic (dir.), Mechtild Rössler et Anne-Marie Briend, Géographes face au monde. L'union géographique internationale et les congrès internationaux de géographie, Paris, L'Harmattan, 1996, 464 p. (ISBN 2-7384-4573-X)
- Marie-Claire Robic, Du milieu à l’environnement : pratiques et représentations du rapport homme-nature depuis la Renaissance, Paris, Economica, 1992, 343 p. (ISBN 2-7178-2324-7)

### Articles
- Marie-Claire Robic, « Connaître son Monde », Terra Brasilis, no 2,‎ 21 juin 2013 (ISSN 1519-1265 et 2316-7793, DOI 10.4000/terrabrasilis.863, lire en ligne)
- Marie-Claire Robic, « Recherche géographique : « Du génie perso au labo et au réseau » », La revue pour l’histoire du CNRS, no 18,‎ 3 octobre 2007 (ISSN 1298-9800, DOI 10.4000/histoire-cnrs.3951, lire en ligne)
- Olivier Orain et Marie-Claire Robic, « Nicole Mathieu, un itinéraire en interdisciplinarité », La revue pour l’histoire du CNRS, no 18,‎ 3 octobre 2007 (ISSN 1298-9800, DOI 10.4000/histoire-cnrs.4481, lire en ligne)